# Brigitte Latrille-Gaudin
Brigitte Latrille, później Gaudin (ur. 15 kwietnia 1957 w Bordeaux) – francuska florecistka, trzykrotna medalistka olimpijska.

## Kariera sportowa
W 1978 roku została mistrzynią świata juniorek we florecie.
Na igrzyskach olimpijskich w Montrealu w 1976 roku wspólnie z Brigitte Gapais-Dumont, Christine Muzio, Véronique Trinquet i Claudette Herbster-Josland zdobyła drużynowo srebrny medal. W rywalizacji indywidualnej zajęła 21. miejsce. Na rozgrywanych cztery lata później igrzyskach olimpijskich w Moskwie w 1980 roku reprezentacja Francji w składzie: Pascale Trinquet, Brigitte Latrille, Christine Muzio, Isabelle Boéri-Bégard i Véronique Brouquier zdobyła złoty medal. Indywidualnie zajęła piątą pozycję. Następnie razem z Laurence Modaine-Cessac, Pascale Trinquet, Véronique Brouquier i Anne Meygret wywalczyła drużynowo brązowy medal podczas igrzysk olimpijskich w Los Angeles w 1984 roku. W rywalizacji indywidualnej była ósma. Brała też udział w igrzyskach olimpijskich w Seulu w 1988 roku, zajmując 7. miejsce drużynowo i 26. indywidualnie.
Ponadto wywalczyła złoty medal w turnieju indywidualnym na igrzyskach śródziemnomorskich w Splicie w 1979 roku.
Nie zdobyła medalu mistrzostw świata.